# 梁士淳
梁士淳（？—1636年），字昭質，号梁奕，直隶真定府真定县人，明朝政治人物。

## 生平
萬曆四十六年（1618年）戊午科順天鄉試舉人，崇禎四年（1631年）辛未科進士。刑部观政，授陕西泾阳县知县，六年调任长安县，丁忧。八年起补山东滕县知县，九年去世。